# Феодосій (Процюк)
Митрополит Феодосій (світське ім'я Ігор Іванович Процюк; *7 січня 1927, Топільне — 28 травня 2016, Омськ) — український релігійний діяч, єпископ Українського екзархату Російської православної церкви. Єпископ Чернігівський і Ніжинський РПЦ МП (1962—1964). Виїхав з України 1972 з кафедри єпископа Чернівецького. Після розвалу СССР служив у сані митрополита Омського і Тарського на Сірому Клину. З 2011 — звільнений, перебував на спокої.

## Біографія
Народився у Речі Посполитій 7 січня 1927 в селі Топільне в сім'ї диякона-псаломщика. Згодом батько став митрофорним протоієреєм, священиком кафедрального собору Полтави та настоятелем церкви при архієрейському будинку.
Сім'я жила бідно. За спогадами майбутнього єпископа: «білий хліб був у нас вдома у свята, часто не могли заплатити податки, в тому числі і до консисторії, тому переїжджали з місця на місце». Два брата Ігоря Процюка теж стали священиками.
Закінчив початкову школу. У 1939 році вступив до 1-й клас Державної гімназії ім. Костюшки в Луцьку.
1943 закінчив гімназію в Горохові на території Райхскомісаріату Україна. Склав іспит на псаломщика при пастирсько-богословських курсах Почаївської Лаври та визначено псаломщиком Дмитрівської церкви містечка Дружкопіль.
1944 призначено іподияконом Троїцького кафедрального собору Луцька, який захопило МГБ СССР та передало Московській патріархії.
24 березня 1945 єпископом Миколаєм (Чуфаровським) висвячений у сан диякона, а 1 квітня — на священика.
З 1947 року — настоятель Троїцького собору містечка Берестечко Волинської області.
З 1949 року — настоятель церкви Різдва Богородиці в селі Кузьмин Красилівського району Хмельницької області.
У 1951 році вступив до третього клас заочного сектора Ленінградської духовної семінарії. У 1952 році після закінчення семінарії вступив до Ленінградської духовної академії.
З 1955 року — настоятель Миколаївського храму в Кам'янці-Подільському.
У 1956 році закінчив Ленінградську духовну академію і возведений у сан протоієрея.
У 1959 році отримав ступінь кандидата богослов'я.
У 1961 році призначений настоятелем Покровської церкви Кам'янця-Подільського і благочинним.
27 листопада 1962 пострижений у чернецтво, а 28 листопада 1962 возведений у сан архімандрита.

### Архієрейство
2 грудня 1962 хіротонізований на єпископа Чернігівського і Ніжинського РПЦ МП.
З 30 березня 1964 року — єпископ Полтавський і Кременчуцький.
7 жовтня 1967 призначений єпископом Чернівецьким і Буковинським.

### Еміграція на Московщину
З 2 лютого 1972 — єпископ Смоленський і В'яземський.
7 вересня 1977 возведений у сан архієпископа.
3 листопада 1979 року — магістр богослов'я.
З 9 по 20 жовтня 1980 року в складі паломницької групи Московського Патріархату відвідав Святу Гору Афон.
У 1984 році (6-21 липня) з паломницької групою Російської Православної Церкви здійснив поїздку на Святу Землю.
26 грудня 1984 призначений архієпископом Берлінським і середньоєвропейським, Екзархом Середньої Європи.
29 липня 1986 звільнений від управління Середньоєвропейським Екзархатом і призначений архієпископом Омським і Тюменським, де проводив душпастирську діяльність серед українців Сірого Клину. Сам він згадує, що його "до глибини душі зворушило щире, добре ставлення духовенства, мирян, які в пізню грудневу ніч зустрічали мене — прибувшого архієрея. І я тоді глибоко жалкував і каявся, що шість місяців відтягував поїздку, боявся Сибіру ". У єпархії на цей момент було всього 13 парафій.
Ухвалою Священного Синоду РПЦ МП від 25 січня 1990 іменований архієпископом Омським і Тарським.
23 лютого 1997 зведений у сан митрополита.
На засіданні 12 — 13 березня 2002 року, розглянувши рапорт про відправленняна спокій, відповідно до Статуту Церкви та у зв'язку з 75-річчям від дня народження, Священний Синод ухвалив просити продовжити його архіпастирське служіння на Омській кафедрі.
Рішенням Священного Синоду від 27 липня 2011 відправлений на спокій з висловленням подяки «за багаторічні труди по відродженню Омської єпархії, що виразилися у відкритті та будівництві нових храмів і монастирів».
Помер владика Феодосій 28 травня 2016 року в м. Омськ після тривалої хвороби.